# Mouthe
Mouthe – miejscowość i gmina we Francji, w regionie Burgundia-Franche-Comté, w departamencie Doubs.
Według danych na rok 1990 gminę zamieszkiwało 898 osób, a gęstość zaludnienia wynosiła 23 osoby/km² (wśród 1786 gmin Franche-Comté Mouthe plasuje się na 185. miejscu pod względem liczby ludności, natomiast pod względem powierzchni na miejscu 12.).